# Danh sách đĩa nhạc của T-ara
Danh sách đĩa nhạc của nhóm nhạc nữ Hàn Quốc T-ara bao gồm 4 album phòng thu, 7 đĩa mở rộng (EP), 36 đĩa đơn, 6 album phòng thu bản repackage và 6 đĩa đơn quảng bá.
Tháng 11 năm 2009, T-ara ra mắt album đầu tay mang tựa đề Absolute First Album. Trong số các đĩa đơn của album, ca khúc Bo Peep Bo Peep giành liên tục 5 giải trên Music Bank và Inkigayo. Đến tháng 2 năm 2010, T-ara phát hành ca khúc I Go Crazy Because Of You giành vị trí thứ #1 trên Gaon Chart và 3 giải trên các sân khấu.
Năm 2010, nhóm ra mắt EP/đĩa mở rộng đầu tiên Temptastic
Tháng 6 năm 2011, T-ara phát hành đĩa mở rộng John Travolta Wannabe có bản Roly Poly đã gặt hái thành công vang dội, mang về cho T-ara 2 triệu USĐ doanh thu và bài hát được download nhiều nhất ở Hàn Quốc với 4,6 triệu lượt tải, đưa T-ara lên một thành công mới.
Cuối năm 2011 và đầu 2012, nhiều đĩa đơn của EP thứ ba Black Eyes và repackage Funky Town của T-ara đạt vị trí #1 trên Gaon Chart và Billboard như: Cry Cry, We Were In Love, Lovey-Dovey.
Từ 2012 đến 2015, T-ara tiếp tục ra mắt các đĩa mở rộng Day By Day, Again, And & End và So Good.

## Album

### Album phòng thu
| Absolute First Album | - Ngôn ngữ: Tiếng Hàn - Phát hành: 27 tháng 11 năm 2009 - Nhãn đĩa: Core Contents Media, LOEN Entertainment - Hình thức: CD, bản điện tử tải xuống | 2  | — | - Hàn: 116.424+ (Album + Repackaged) |              |
| Tiếng Nhật | |    |   |                                      |              |
| Jewelry Box | - Ngôn ngữ: Tiếng Nhật - Phát hành: 6 tháng 6 năm 2012 - Nhãn đĩa: EMI Music Japan - Hình thức: CD, bản điện tử tải xuống                          | —  | 2 | - Nhật: 104.478                      | - RIAJ: Vàng |
| Treasure Box | - Ngôn ngữ: Tiếng Nhật - Phát hành: 7 tháng 8 năm 2013 - Nhãn đĩa: Universal Music Japan - Hình thức: CD, bản điện tử tải xuống                    | —  | 4 | - Nhật: 27,695                       |              |
| Gossip Girls | - Ngôn ngữ: Tiếng Nhật - Phát hành: 14 tháng 8 năm 2014 - Nhãn đĩa: Universal Music Japan - Hình thức: CD, bản điện tử tải xuống                   | ㅡ | 7 | - Nhật: 13,626                       |              |
| "—" nghĩa là không được xếp hạng hay không phát hành ở khu vực đó. "*" nghĩa là album vẫn được xếp hạng nhưng chưa có thông tin về vị trí. | |    |   |                                      |              |

### Album bản repackage
| Breaking Heart | - Phiên bản repackage của "Absolute First Album" - Phát hành: 3 tháng 3 năm 2010 - Nhãn đĩa: Core Contents Media, LOEN Entertainment - Hình thức: CD, bản điện tử tải xuống   | 2  | ㅡ | - Hàn: 40,695                |
| Roly Poly in Copacabana | - Phiên bản repackage của "John Travolta Wannabe" - Phát hành: 22 tháng 8 năm 2011 - Nhãn đĩa: Core Contents Media, LOEN Entertainment - Hình thức: CD, bản điện tử tải xuống | 3  | ㅡ | - Hàn: 24,179                |
| Funky Town | - Phiên bản repackage của "Black Eyes" - Phát hành: 3 tháng 1 năm 2012 - Nhãn đĩa: Core Contents Media, LOEN Entertainment - Hình thức: CD, bản điện tử tải xuống             | 1  | 31 | - Hàn: 76,749 - Nhật: 15,600 |
| Mirage | - Phiên bản của repackage của "Day By Day" - Phát hành: 4 tháng 11 năm 2012 - Nhãn đĩa: Core Contents Media, LOEN Entertainment - Hình thức: CD, bản điện tử tải xuống        | 2  | ㅡ | - Hàn: 32,155                |
| Again 1977 | - Phiên bản repackage của "Again" - Phát hành: 4 tháng 12 năm 2013 - Nhãn đĩa: Core Contents Media, LOEN Entertainment - Hình thức: CD, bản điện tử tải xuống                 | 2  | ㅡ | - Hàn: 15,611                |
| White Winter | - Phiên bản repackage của "Again" - Phát hành: 14 tháng 12 năm 2013 - Nhãn đĩa: Core Contents Media, LOEN Entertainment - Hình thức: CD, bản điện tử tải xuống                | ㅡ | ㅡ |                              |
| "—" nghĩa là không được xếp hạng hay không phát hành ở khu vực đó. "*" nghĩa là album vẫn được xếp hạng nhưng chưa có thông tin về vị trí. | |    |    |                              |

### Album tổng hợp
| T-ara's Best of Best 2009-2012: Korean ver.                                                                                                | - Phát hành: 10 tháng 10 năm 2012 - Nhãn đĩa: EMI Music Japan - Hình thức: CD, bản điện tử tải xuống      | —  | 14 | - Nhật: 17,924 |
| T-ara Single Compulete Best "Queen of Tops"                                                                                                | - Phát hành: 22 tháng 7 năm 2014 - Nhãn đĩa: Universal Music Japan - Hình thức: CD, bản điện tử tải xuống | ㅡ | 33 | - Nhật: 3,559  |
| "—" nghĩa là không được xếp hạng hay không phát hành ở khu vực đó. "*" nghĩa là album vẫn được xếp hạng nhưng chưa có thông tin về vị trí. | |    |    |                |

### Album Remix
| T-ara's Free Time In Paris And Swiss | - Phát hành: 12 tháng 10 năm 2012 - Nhãn đĩa: Core Contents Media - Hình thức: CD, bản điện tử tải xuống | 3 | 114 | - Nhật: 771 - Hàn: 15,270 |
| EDM Club Sugar Free Edition | - Phát hành: 24 tháng 11 năm 2014 - Nhãn đĩa: Core Contents Media - Hình thức: CD, bản điện tử tải xuống | 3 | ㅡ  | - Hàn: 9,434              |
| "—" nghĩa là không được xếp hạng hay không phát hành ở khu vực đó. "*" nghĩa là album vẫn được xếp hạng nhưng chưa có thông tin về vị trí. | |   |     |                           |

### Đĩa mở rộng/EP
| Temptastic | - Phát hành: 1 tháng 12 năm 2010 - Nhãn đĩa: Core Contents Media, LOEN Entertainment - Hình thức: CD, bản điện tử tải xuống  | 2 | —   | ㅡ | - Hàn: 36,623                                      |
| John Travolta Wannabe | - Phát hành: 30 tháng 6 năm 2011 - Nhãn đĩa: Core Contents Media, LOEN Entertainment - Hình thức: CD, bản điện tử tải xuống  | 3 | —   | ㅡ | - Hàn: 30,116                                      |
| Black Eyes | - Phát hành: 11 tháng 11 năm 2011 - Nhãn đĩa: Core Contents Media, LOEN Entertainment - Hình thức: CD, bản điện tử tải xuống | 2 | —   | ㅡ | - Hàn: 48,205 - Nhật: 15.600+ (Album + Repackaged) |
| Day By Day | - Phát hành: 3 tháng 7 năm 2012 - Nhãn đĩa: Core Contents Media, LOEN Entertainment - Hình thức: CD, bản điện tử tải xuống   | 4 | 28  | ㅡ | - Hàn: 40,928 - Nhật: 15,699                       |
| Again | - Phát hành: 10 tháng 10 năm 2013 - Nhãn đĩa: Core Contents Media, KT Music - Hình thức: CD, bản điện tử tải xuống           | 2 | 45  | ㅡ | - Hàn: 24,652 - Nhật: 5,800                        |
| And & End | - Phát hành: 10 tháng 9, 2014 - Nhãn đĩa: MBK Entertainment, KT Music - Hình thức: CD, bản điện tử tải xuống                 | 2 | ㅡ  | 12 | - Hàn: 20,677 - Nhật: 2,416                        |
| So Good | - Phát hành: 3 tháng 8 năm 2015 - Nhãn đĩa: MBK Entertainment, Inter Park - Hình thức: CD, bản điện tử tải xuống             | 4 | ㅡ  | ㅡ | - Hàn: 20,695 - Nhật: 1,250                        |
| Remember | - Phát hành: 9 tháng 11 năm 2016 - Nhãn đĩa: MBK Entertainment - Hình thức: CD, bản điện tử tải xuống                        | 4 | 158 | ㅡ | - Hàn: 17,977 - Nhật: 407                          |
| "—" nghĩa là không được xếp hạng hay không phát hành ở khu vực đó. "*" nghĩa là album vẫn được xếp hạng nhưng chưa có thông tin về vị trí. | |   |     |    |                                                    |

## Đĩa đơn

### Collaboration singles
| Lie                                                                | 2009 | —  | 89 | — | —  | —  | — | Absolute First Album  |
| T.T.L (Time to Love) (với Supernova)                               | 2009 | —  | —  | — | —  | —  | — | Absolute First Album  |
| Bo Peep Bo Peep                                                    | 2009 | 4  | —  | 1 | 1  | 3  | — | Absolute First Album  |
| Like The First Time                                                | 2009 | 10 | —  | — | —  | —  | — | Absolute First Album  |
| I Go Crazy Because Of You                                          | 2010 | 1  | —  | — | —  | —  | — | Absolute First Album  |
| Wae Ireoni?                                                        | 2010 | 4  | —  | — | —  | —  | — | Temptastic            |
| Yayaya                                                             | 2010 | 5  | —  | 7 | 6  | 33 | — | Temptastic            |
| Roly-Poly                                                          | 2011 | 2  | 1  | 3 | 5  | 15 | — | John Travolta Wannabe |
| Cry Cry                                                            | 2011 | 1  | 1  | — | —  | —  | — | Black Eyes            |
| We Were In Love (với Davichi)                                      | 2011 | 1  | 2  | — | —  | —  | — | Black Eyes            |
| Lovey-Dovey                                                        | 2012 | 1  | 1  | 9 | 11 | 19 | 9 | Black Eyes            |
| Day By Day                                                         | 2012 | 2  | 2  | — | 16 | —  | — | Day By Day            |
| Sexy Love                                                          | 2012 | 4  | 3  | 4 | 5  | —  | 7 | Day By Day            |
| Number Nine                                                        | 2013 | 5  | 4  | — | —  | —  | 7 | Again                 |
| I Know The Feeling                                                 | 2013 | 41 | 21 | — | —  | —  | — | Again                 |
| Do You Know Me?                                                    | 2013 | 19 | 15 | — | —  | —  | — | Again                 |
| Hide And Seek                                                      | 2013 | 37 | 43 | — | —  | —  | — | Again                 |
| Sugar Free                                                         | 2014 | 36 | ㅡ | — | —  | —  | 4 | And & End             |
| So Crazy                                                           | 2015 | 33 | ㅡ | — | —  | —  | — | So Good               |
| "—" nghĩa là không được xếp hạng hay không phát hành ở khu vực đó. |      |    |    |   |    |    |   |                       |

### Tiếng Nhật
| "Bo Peep Bo Peep (tiếng Nhật)"                                     | 2011 | 1  | 1  | 3  | - Nhật: 91,343 (Vàng) - RIAJ bản điện tử tải xuống - Điện thoại di động: Vàng - Máy vi tính: Vàng | Jewelry Box  |
| "Yayaya (tiếng Nhật)"                                              | 2011 | 7  | 6  | 33 | - Nhật: 46,976                                                                                    | Jewelry Box  |
| "Roly Poly (tiếng Nhật)"                                           | 2012 | 3  | 5  | 15 | - Nhật: 62,774                                                                                    | Jewelry Box  |
| "Lovey Dovey (tiếng Nhật)"                                         | 2012 | 9  | 11 | 14 | - Nhật: 29,997                                                                                    | Jewelry Box  |
| "Day By Day (tiếng Nhật)"                                          | 2012 | ㅡ | 16 | ㅡ | ㅡ                                                                                                | Treasure Box |
| "Sexy Love (tiếng Nhật)"                                           | 2012 | 4  | 5  | —  | - Nhật: 48,488                                                                                    | Treasure Box |
| "Bunny Style!"                                                     | 2013 | 2  | 3  | —  | - Nhật: 69,628                                                                                    | Treasure Box |
| "Target"                                                           | 2013 | —  | —  | —  | ㅡ                                                                                                | Treasure Box |
| "Number 9 / Kioku ~ Kimi Ga Kureta Michishirube~"                  | 2013 | 13 | 62 | ㅡ | ㅡ                                                                                                | Gossip Girls |
| "Lead The Way / LA'booN"                                           | 2014 | ㅡ | 8  | 64 | ㅡ                                                                                                | Gossip Girls |
| "—" nghĩa là không được xếp hạng hay không phát hành ở khu vực đó. |      |    |    |    |                                                                                                   |              |

### Đĩa đơn hợp tác
| Nhan đề                                                            | Năm  | Vị trí cao nhất trên BXH | Vị trí cao nhất trên BXH | Album |
| Nhan đề                                                            | Năm  | Gaon Chart               | Billboard nhạc Hàn       | Album |
| ------------------------------------------------------------------ | ---- | ------------------------ | ------------------------ | ----- |
| "Women's Generation" (với Seeya và Davichi)                        | 2009 | ㅡ                       | —                        | Không |
| "Wonder Woman" (với Seeya và Davichi)                              | 2010 | 6                        | —                        | Không |
| "Bikini" (với Seeya và Davichi featuring Skull)                    | 2013 | 20                       | 11                       | Không |
| "Little Apple" (với Chopstick Brothers)                            | 2014 | 91                       | ㅡ                       | Không |
| "—" nghĩa là không được xếp hạng hay không phát hành ở khu vực đó. |      |                          |                          |       |

### Đĩa đơn quảng bá
| Nhan đề                                                            | Năm  | Vị trí cao nhất trên BXH | Vị trí cao nhất trên BXH | Album                    |
| Nhan đề                                                            | Năm  | Gaon Chart               | Billboard nhạc Hàn       | Album                    |
| ------------------------------------------------------------------ | ---- | ------------------------ | ------------------------ | ------------------------ |
| "We Are The One"                                                   | 2010 | 60                       | —                        | Không                    |
| "Haneultting"                                                      | 2010 | 24                       | —                        | Twentyth Urban           |
| "Beautiful Girl (featuring Brave Brothers)"                        | 2011 | 23                       | —                        | Không                    |
| "Log In"                                                           | 2011 | 23                       | 28                       | Không                    |
| "Round And Round"                                                  | 2012 | 18                       | 10                       | Không                    |
| "First Love (featuring EB)"                                        | 2014 | 39                       | 22                       | All Star - Cho Young Soo |
| "—" nghĩa là không được xếp hạng hay không phát hành ở khu vực đó. |      |                          |                          |                          |

## Các bài hát khác được xếp hạng
| Nhan đề                                                            | Năm  | Vị trí cao nhất trên BXH | Vị trí cao nhất trên BXH | Album                |
| Nhan đề                                                            | Năm  | Gaon Chart               | Billboard nhạc Hàn       | Album                |
| ------------------------------------------------------------------ | ---- | ------------------------ | ------------------------ | -------------------- |
| "Apple Is A"                                                       | 2009 | 71                       | ㅡ                       | Absolute First Album |
| "Goodbye, OK"                                                      | 2011 | 47                       | 52                       | Black Eyes           |
| "I'm So Bad"                                                       | 2011 | 69                       | 87                       | Black Eyes           |
| "O My God"                                                         | 2011 | 122                      | —                        | Black Eyes           |
| "Cry Cry" (Ballad ver.)                                            | 2011 | 128                      | 83                       | Black Eyes           |
| "Holiday"                                                          | 2012 | 39                       | 23                       | Day By Day           |
| "Don't Leave"                                                      | 2012 | 43                       | 22                       | Day By Day           |
| "Love Play"                                                        | 2012 | 66                       | 64                       | Day By Day           |
| "Hue"                                                              | 2012 | 98                       | 99                       | Day By Day           |
| "Hurt"                                                             | 2013 | 110                      | ㅡ                       | Again                |
| "Don't Get Married"                                                | 2013 | 140                      | ㅡ                       | Again                |
| "—" nghĩa là không được xếp hạng hay không phát hành ở khu vực đó. |      |                          |                          |                      |

## Nhạc phim
| Nhan đề                                                            | Năm  | Vị trí cao nhất trên BXH | Vị trí cao nhất trên BXH | Album                |
| Nhan đề                                                            | Năm  | Gaon Chart               | Billboard nhạc Hàn       | Album                |
| ------------------------------------------------------------------ | ---- | ------------------------ | ------------------------ | -------------------- |
| "Good Person (Version 1)"                                          | 2009 | —                        | —                        | Absolute First Album |
| "—" nghĩa là không được xếp hạng hay không phát hành ở khu vực đó. |      |                          |                          |                      |